# جیم هارتونگ
جیم هارتونگ (انگلیسی: Jim Hartung؛ زادهٔ ۷ ژوئن ۱۹۶۰) ژیمناست هنری اهل ایالات متحده آمریکا بود.